# ويلي مسرشميت
فيلهلم إميل «ويلي» مسرشميت (بالألمانية: Willy Messerschmitt)‏ (/'vĭli 'messer shmĭt/) (26 يونيو 1898 - 15 سبتمبر 1978) كان مصمم ومُصنع طائرات ألماني. ولد في مدينة فرانكفورت، ابن المعمدان «فرديناند مسرشميت» (1858-1916) من زوجته الثانية «آنا ماريا» المولودة «شالر» (1867-1942).
ربما كانت طائرة مسرشميت بي اف 109 هي واحدة من أهم تصاميم مسرشميت، والتي صممها بالتعاون مع والتر ريثيل في عام 1934. وأصبحت بي اف 109 أهم طائرة مقاتلة في سلاح الجو الألماني كما ألمانيا تسليح قبل الحرب العالمية الثانية. حتى يومنا هذا، لا تزال الطائرة واحدة من الطائرات الحربية الأكثر مبيعا في التاريخ، مع بناء نحو 34000، ولم تتجاوزها الا طائرة واحدة فقط وهي طائرة إليوشن إل-2 الروسية والتي صنع منها نحو 36,000 طائرة. أيضا، فأن طائرة مسرشميت أخرى، سميت أولا بـ (Bf 109R)، بنيت لغرض تسجيل رقم قياسي، وفي وقت لاحق سميت بـ (مسرشميت مي209)، حطمت الرقم القياسي العالمي في السرعة الجوية المطلقة وحملت الرقم القياسي العالمي للسرعة لطائرة تدفع بحركات مروحية حتى عام 1969. شركته أيضا أنتجت مسرشميت مي 262 وهي أول طائرة مقاتلة تدخل الخدمة وتعمل بمحرك نفاث، من مسرشميت نفسه لم يصممها.

## ألمانيا النازية والحرب العالمية الثانية

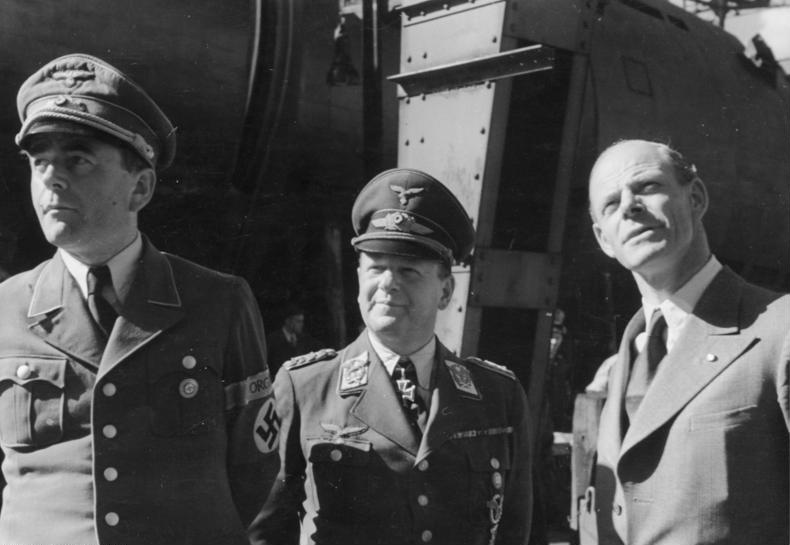
Messerschmidt meets with Milch (center) and Minister of Armaments and War Production ألبرت شبير

## المحاكمة وحياتة المهنية بعد الحرب

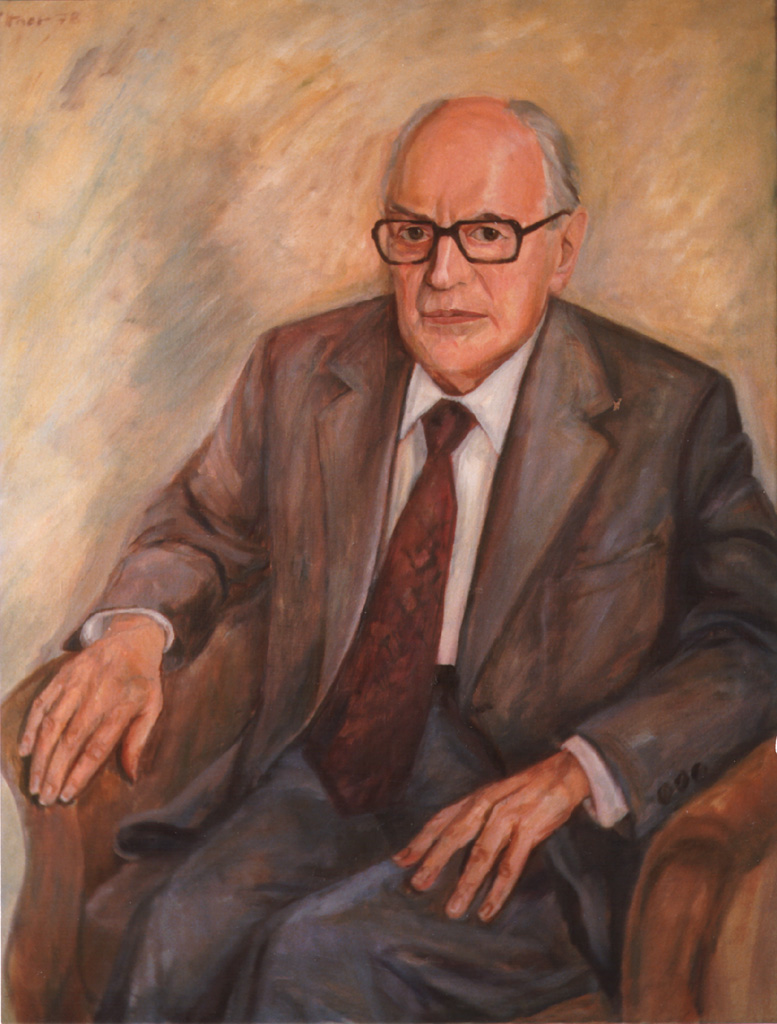

## وصلات خارجية
- ويلي مسرشميت على موقع الموسوعة البريطانية (الإنجليزية)
- ويلي مسرشميت على موقع مونزينجر (الألمانية)
- ويلي مسرشميت على موقع إن إن دي بي (الإنجليزية)